# Trenčínský hrad
Trenčínský hrad je hrad nad slovenským městem Trenčín. Je charakteristickou dominantou nejen samotného města, ale také středního Pováží. Je chráněnou národní kulturní památkou Slovenska.

## Historie

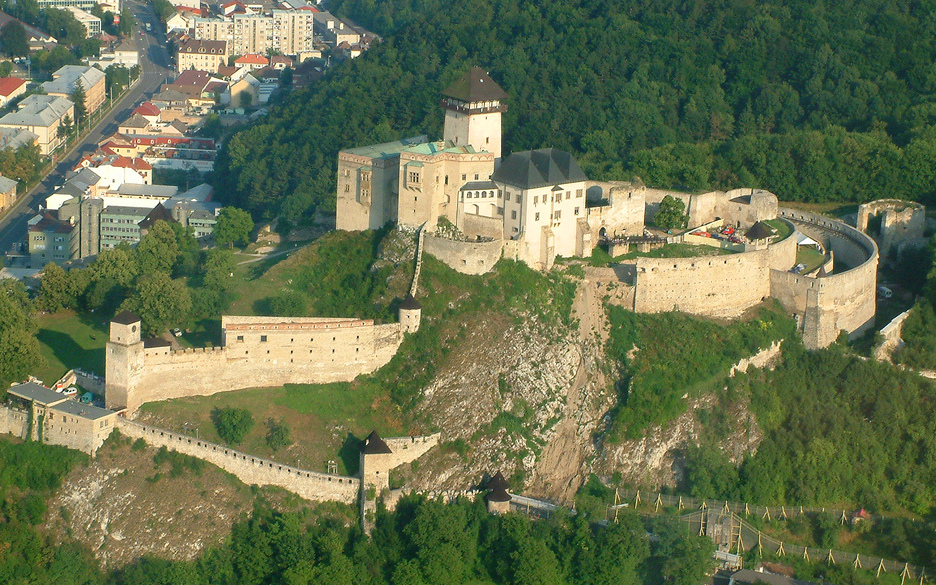
Trenčínský hrad (2003)

Kdysi hrad nesl názvy jako de Trenchin (1193), Trincinensis (1208), Trinchiniensis (1229) či Trencyn (1232). Historie místa, na kterém později vznikl hrad, začíná už v období Římského impéria, což dokazuje nápis na hradní skále hlásající vítězství II. římské legie nad Germány u římského tábora Laugarício ( Lavgaritio) v roce 179 n. l.

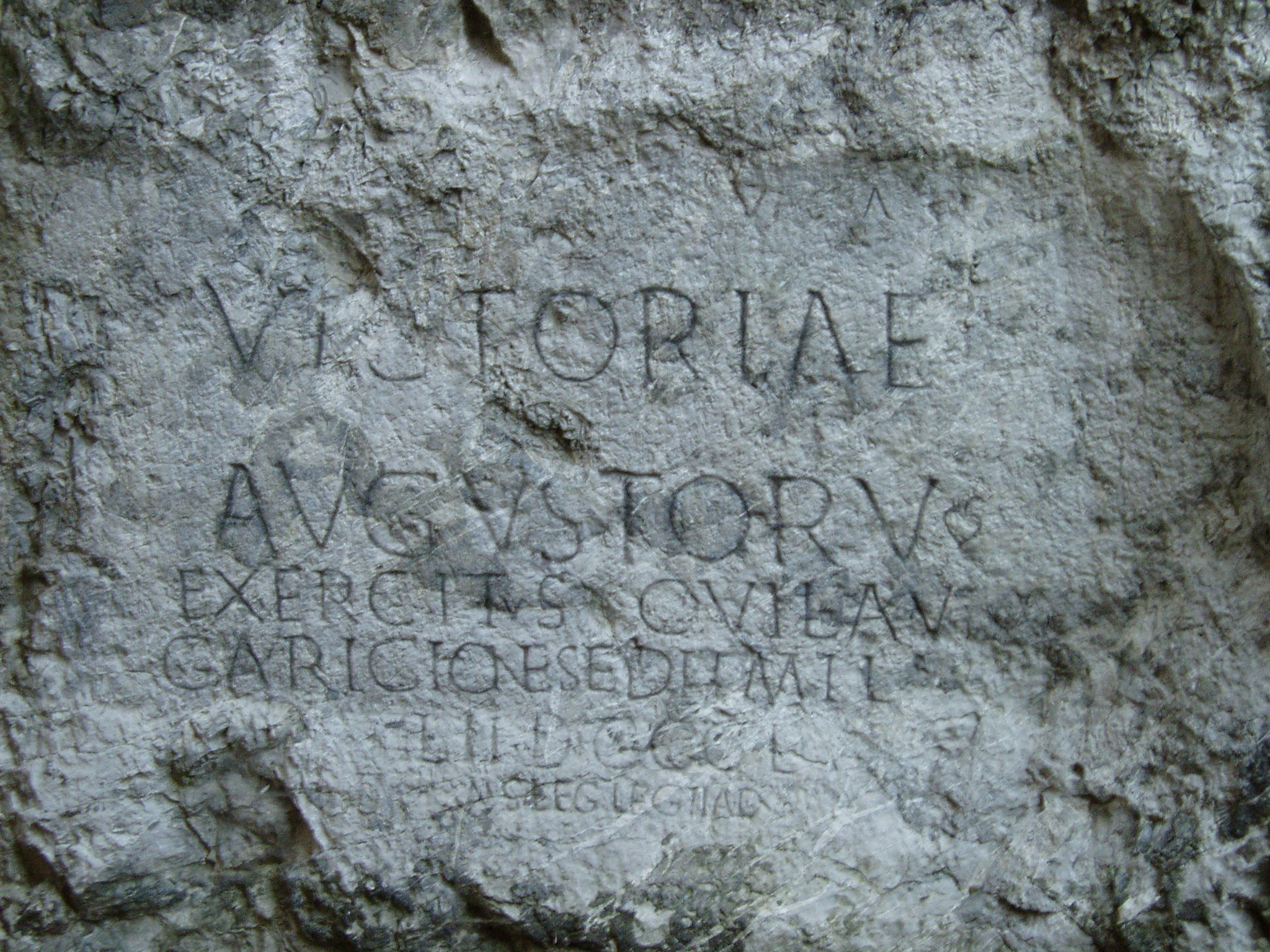
Nápis z přelomu let 178 a 179 vytesaný do hradní skály římskými legiemi.

Současný hrad vznikl pravděpodobně na místě hradiště. První prokazatelnou stavbou na návrší byla kamenná obytná věž a rotunda z 11. století, kdy hrad sloužil na ochranu Uherského království a západního pohraničí. Koncem 13. století se dostal do majetku rytíře Matúše Čáka Trenčanského, významného oligarchy, který ovládal velké území a stal se legendárním „pánem Váhu a Tater“. Jeho stavební činnost můžeme vysledovat hlavně na rozšíření a rozsáhlé úpravě blokové obytné věže z 11. století, ke které přistavěl i mohutně opevněný obytný palác. Věž, nazývaná Matúšova, je dominantním prvkem celé široké siluety hradu.
Po Matúšově smrti patřil hrad až do konce 15. století panovníkovi. Takzvaný horní hrad rozšířil král Ludvík z Anjou o nový palác a opevnění. Zikmund Lucemburský daroval hrad svojí manželce Barboře, pro kterou nechal v první třetině 15. století vybudovat nový palác a kapli. Všechny tyto stavby byly částečně renovovány a dnes se využívají pro muzejní účely. Polovina 15. století byla ve znamení opevňování hradu zejména z důvodu husitských výprav, které tehdy směřovaly také na Slovensko. Koncem 15. století získal hrad společně s městem Štěpán Zápolský a začal s rozsáhlými přestavbami.

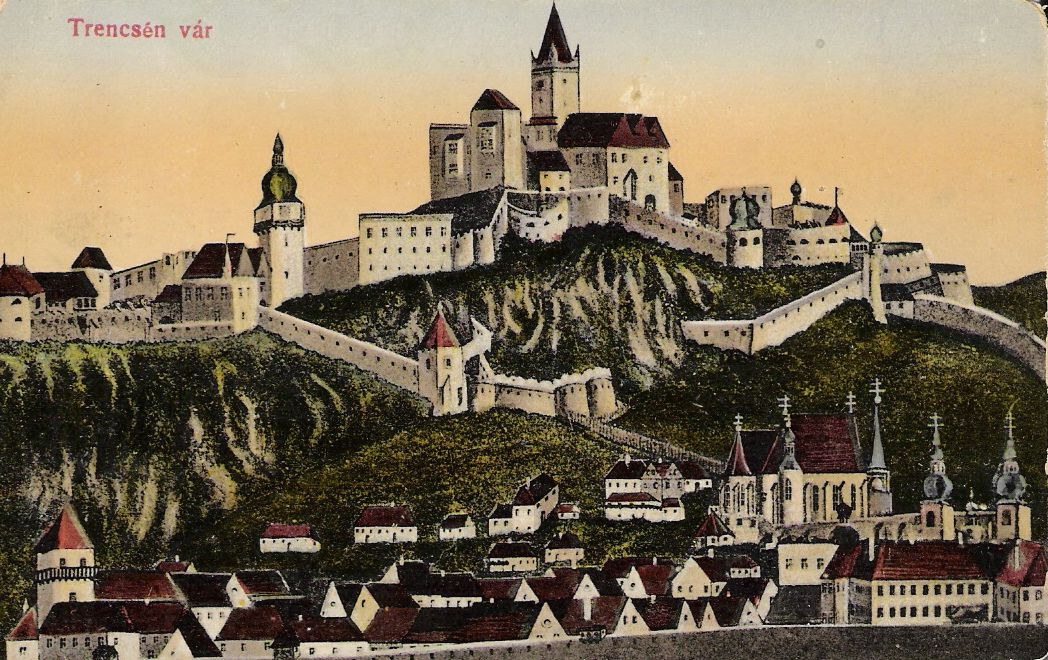
Hrad kolem rok 1700 na pohlednici z roku 1900

Začátkem 16. století se hrad stal cílem turecké expanze. Navzdory Zápolského budovatelským a opevňovacím pracím byl hrad dobyt roku 1527 vojsky krále Ferdinanda I., vedenými generálem Katzianerem. V letech 1540–1560 byla zahájena obnova a rozšíření rozsáhlého opevnění, které řadí hrad Trenčín spolu s Spišským hradem a Děvínským hradem mezi nejrozsáhlejší evropské hrady. V téže době byla vybudována dělostřelecká obrana podle projektu italských architektů a budovy byly modernizovány podle dobových trendů. Změnila se i silueta hradu. Vysoké gotické střechy vystřídaly horizontální renesanční atiky ve tvaru ocasů vlaštovek, které byly typickým italským prvkem 16. století. Koncem 16. století získal nejprve jako zástavu a později do dědičného vlastnictví uherský šlechtic Štěpán I. Illesházy. Rodině Illesházyů patřil hrad až do roku 1835, již v 17. století ale hrad postupně opustili, protože zde trvale byla umístěna císařská vojenská posádka. V roce 1790 se v městě rozšířil požár, který zasáhl i hrad. V polovině 19. století byly zakonzervovány poškozené objekty, aby se předešlo jejich dalšímu rozpadu. Od konce padesátých let 20. století na hradě probíhá velice komplikovaná (zvláště vzhledem k poloze hradu) komplexní obnova a rekonstrukce jeho opevnění. Opravené objekty jsou postupně využívány k muzejním účelům nebo jsou součástí stálé expozice.

## Exteriér

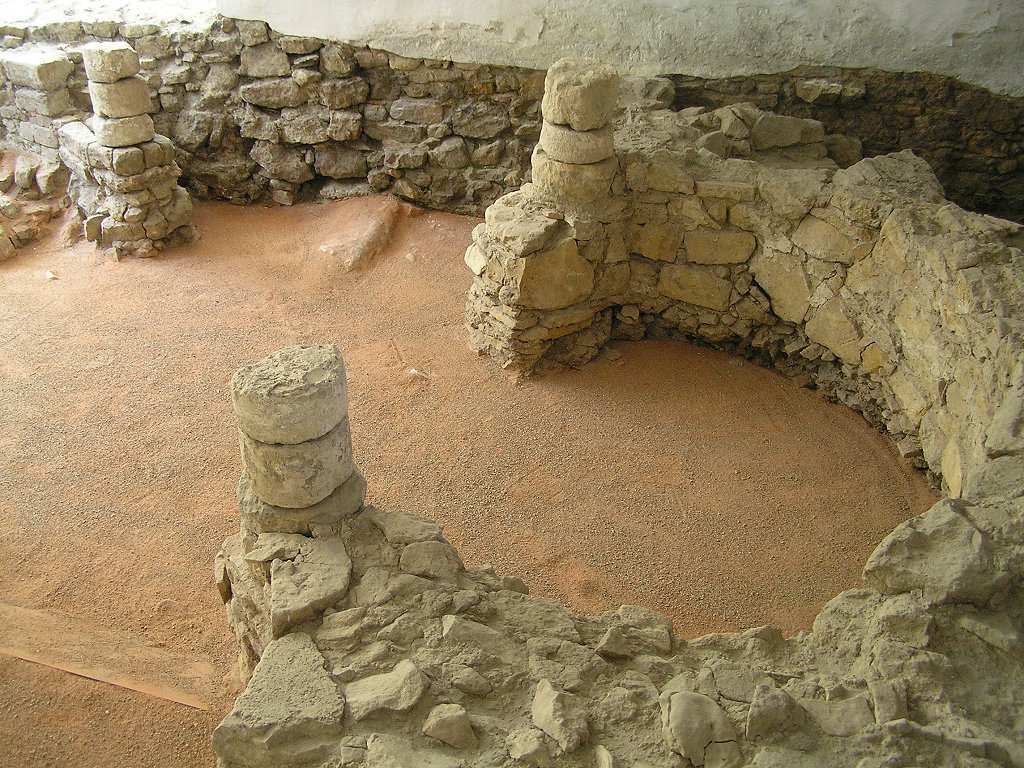
Základy hradní kaple (foto z roku 2008)

Areál hradu je rozdělen na tři části. Pod nejvýše položeným horním hradem se na severní straně rozkládá dolní hrad, ze kterého vede přístupová cesta přes jižně položenou střední část hradu. Ta je chráněna mohutným jižním opevněním.
Hornímu hradu dominuje Matúšova věž a tři paláce. Ze severu přiléhá k věži Ludvíkův palác, který nechal postavit uherský král Ludvík I. Veliký. Na západní straně stojí Zápolského palác, který dala postavit kněžna Hedvika, manželka Štěpána Zápolského. Mezi ním a věží jsou zbytky hradní kaple. Hlavní nádvoří vzniklo zbouráním původního Matúšova paláce a postavením Barbořina paláce na východní straně horního hradu. Byl to palác pro Barboru Celjskou, manželku císaře a krále Zikmunda Lucemburského. Na nádvoří se zachovaly základy předrománské architektury a pozůstatky rotundy, která zanikla pravděpodobně začátkem 15. století.
Budovy v dolní části hradu odrážejí především jeho obranné a hospodářské funkce. Dominuje zde zejména dělová bašta. Jsou zde i stopy po hospodářských budovách a mlýnu. Na nádvoří se zachovala pověstná Studna lásky, kterou navzdory pověsti údajně začali hloubit Katzianerovi vojáci kolem roku 1557 a dokončili ji v letech 1564–1570. Jiné prameny uvádí, že studnu vykopali poddaní hradu.

## Interiér
Prostory Matúšovy věže také dokumentují bydlení šlechty z poloviny 11. století, později goticky upravené a zpřístupněné novým schodištěm, které koncem 13. století přistavili k starší budově. Interiér Barbořina paláce a dělové bašty má moderně zrekonstruovaný klenbový systém. V přilehlých palácích je instalované lapidárium z kamenných architektonických článků, nalezených v sekundární poloze během památkové obnovy. Zbytek paláců je ozdoben nástěnnými malbami z období gotiky a renesance. Postupně se rekonstruují další interiéry a zpřístupňují se k jednotlivým prohlídkám.

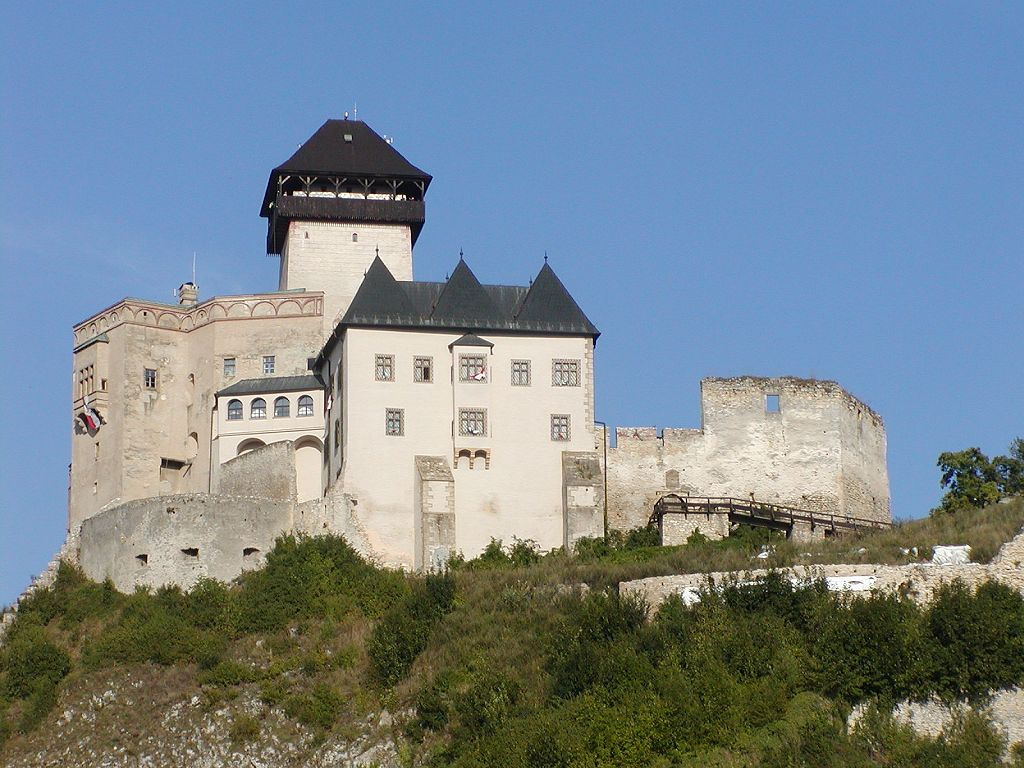
Trenčínský hrad

## Přístup k hradu
Na hrad se lze dostat přímo z centra města z Matúšovy ulice, nebo po zrekonstruovaných strmých hradních schodech, které vedou od městské brány ke gotickému kostelu na hradním vrchu. Od železniční stanice stačí přejít přes park a projít podchodem u hotelu Elizabeth k muzeu.
Na hradě jsou umístěny expozice Trenčínského muzea (založeného roku 1877), vztahující se k dějinám regionu Trenčínska a historii samotného hradu. V Barbořině paláci, v paláci Zápolských a v Ludvíkově paláci je umístěna výstava historického nábytku a života šlechty za feudalismu, cenné zbraně, obrazy i pravěké exponáty a v hospodářské budově hradu je stálá hradní galerie. Kromě toho jsou zde k vidění archeologické sbírky a nálezy objevené během archeologických výzkumů na hradě. Expozice na hradě jsou přístupné veřejnosti v návštěvních hodinách. Z Matúšovy věže je výhled na okolní krajinu, městskou architekturu a mohutné goticko renesanční opevnění sahající až daleko do přírodního lesního porostu Breziny.